# 이슬람 바이라무코프
이슬람 일리야소비치 바이라무코프(카자흐어: Ислам Ілиясұлы Байрамуков 이슬람 일랴술르 바이라무코프, 러시아어: Ислам Ильясович Байрамуков, 1971년 6월 12일~)는 카자흐스탄의 레슬링 선수, 체육 행정인이다. 2000년 하계 올림픽에서 남자 자유형 헤비급 은메달을 획득했다.